# 경찰관
경찰관(警察官)은 경찰에 소속되어 주로 치안 유지의 직무를 수행하는 사람이다.

## 같이 보기
- 경찰관 계급
- 소방관